# Erica bodkinii
Erica bodkinii är en ljungväxtart som beskrevs av Guthrie och Bolus. Erica bodkinii ingår i släktet klockljungssläktet, och familjen ljungväxter. Inga underarter finns listade i Catalogue of Life.